# Bohdan Ljednjev
Bohdan Serhijovytsj Ljednjev (Oekraïens: Богдан Сергійович Лєднєв; Skvyra, 7 april 1998) is een Oekraïens voetballer die doorgaans speelt als middenvelder. In augustus 2024 verruilde hij Dnipro-1 voor Polissja Zjytomyr.

## Clubcarrière
Ljednjev speelde in de jeugd van Dynamo Kiev, voor hij via Atlet Kiev bij Dnipro terechtkwam. In 2016 keerde hij terug in de opleiding van Dynamo. Voor deze club maakte hij in het seizoen 2017/18 zijn professionele debuut, in de Koebok Oekrajiny. Op 25 oktober 2017 werd op bezoek bij PFK Oleksandrija in de verlenging met 2–3 gewonnen. Serhij Starenkji en Vasilij Gritsoek scoorden namens die club, terwijl Dynamo Artem Kravets tweemaal zag doeltreffen en ook Artem Besjedin kwam tot scoren. Ljednjev moest van coach Aljaksandr Khatskevitsj op de reservebank beginnen en hij mocht twee minuten voor het einde van de verlenging invallen voor Vitalij Mykolenko. In de zomer van 2018 werd de middenvelder voor de duur van twee seizoenen verhuurd aan Zorja Loehansk. Hier maakte hij zijn eerste doelpunt. In de Premjer Liha werd op 2 september 2018 gespeeld op bezoek bij Arsenal Kiev. Ljednjev zag Oleksandr Karavajev, Dmytro Khomtsjenovskij en Rafael Ratão scoren, voor hij zelf zorgde voor de vierde treffer van Zorja dat duel. Het slotakkoord was voor Khomtsjenovskij, die de uitslag met zijn tweede doelpunt besliste op 0–5. In het seizoen 2019/20 maakte hij elf competitiedoelpunten, waarna hij terugkeerde bij Dynamo. In januari 2022 werd Ljednjev voor de tweede maal verhuurd, dit keer voor het gehele kalenderjaar aan MOL Fehérvár. Na zijn terugkeer bij Dynamo Kiev kwam hij niet in actie, waarop Dnipro-1 hem in de zomer van 2023 overnam voor circa vijfhonderdduizend euro en voor drie jaar liet tekenen. Een jaar later ging die club failliet en Ljednjev verkaste naar Polissja Zjytomyr.

## Clubstatistieken
| Seizoen | Club              | Competitie        | Competitie | Competitie | Beker | Beker | Internationaal | Internationaal | Totaal | Totaal |
| Seizoen | Club              | Competitie        | Wed.       | Dlp.       | Wed.  | Dlp.  | Wed.           | Dlp.           | Wed.   | Dlp.   |
| ------- | ----------------- | ----------------- | ---------- | ---------- | ----- | ----- | -------------- | -------------- | ------ | ------ |
| 2017/18 | Dynamo Kiev       | Premjer Liha      | 0          | 0          | 1     | 0     | 0              | 0              | 1      | 0      |
| 2018/19 | → Zorja Loehansk  | Premjer Liha      | 22         | 1          | 3     | 2     | 3              | 0              | 28     | 3      |
| 2019/20 | → Zorja Loehansk  | Premjer Liha      | 27         | 11         | 1     | 1     | 5              | 1              | 33     | 13     |
| 2020/21 | Dynamo Kiev       | Premjer Liha      | 12         | 1          | 3     | 1     | 6              | 0              | 21     | 2      |
| 2021/22 | Dynamo Kiev       | Premjer Liha      | 8          | 0          | 1     | 0     | 1              | 0              | 10     | 0      |
| 2021/22 | → MOL Fehérvár    | Nemzeti Bajnokság | 8          | 0          | 2     | 0     | —              | —              | 10     | 0      |
| 2022/23 | → MOL Fehérvár    | Nemzeti Bajnokság | 8          | 0          | 0     | 0     | 3              | 0              | 11     | 0      |
| 2022/23 | Dynamo Kiev       | Premjer Liha      | 0          | 0          | 0     | 0     | 0              | 0              | 0      | 0      |
| 2023/24 | Dnipro-1          | Premjer Liha      | 24         | 4          | 1     | 0     | 4              | 0              | 29     | 4      |
| 2024/25 | Polissja Zjytomyr | Premjer Liha      | 1          | 0          | 0     | 0     | 0              | 0              | 1      | 0      |
| Totaal  | Totaal            | Totaal            | 110        | 17         | 12    | 4     | 22             | 1              | 144    | 22     |

Bijgewerkt op 12 augustus 2024.

## Interlandcarrière
Ljednjev werd in april 2021 door bondscoach Andrij Sjevtsjenko opgenomen in de voorselectie van het Oekraïens voetbalelftal voor het uitgestelde EK 2020. Op dat moment had hij nog geen interlands achter zijn naam staan. In de uiteindelijke selectie werd hij niet opgenomen.

## Erelijst
| Premjer Liha           | 1 | 2020/21 |
| Koebok Oekrajiny       | 1 | 2020/21 |
| Soeperkoebok Oekrajiny | 1 | 2020    |